# Бодхидхарма
Бодхидха́рма (в Китай наричан Да Мо, в Япония Дарума; живял приблизително 440 – 528 г.) е легендарен индийски будистки учител, монах. Смята се за създателя и първи патриарх на школата Чан в Китай, а също така и 28-и патриарх и пряк наследник на Буда в Индия, макар и да няма солидни доказателства за това.
Картините често го изобразяват като едър монах с черна брада и пронизващ поглед.
Понастоящем има малко биографична информация за Бодхидарма, а върху източниците има наслоени легенди. Често се пише, че е син на цар или на благородник, брамински свещеник или член на съсловието Кшатрия, кастата на воините.
След като става будистки монах Бодхидарма се отправя в Китай. Няма единно мнение за времето на неговото пристигане: ранните източници твърдят, че това е по времето на династията Лю Сонг (420 – 479), а по-късните го свързват с династията Лианг (502 – 557). Първоначално Бодхидхарма е активен в земите на династията Северен Уей (386 – 534). Съвременните изследователи го датират около късния 5 век. 

## Бойно изкуство
Въпреки че различни писмени източници говорят за практикуването на различни видове борби и бойни умения от най-дълбока древност, за основател на съвременните бойни изкуства се приема легендарният Бодхидхарма. Той е бил будистки монах, основоположник на учението зен. Живял е през 6 век от новата ера. Роден е в Индия, която напуска за да провъзгласи своето учение по света. Смята се, че той е основател на също така легендарния манастир Шаолин. Бодхидхарма противопоставил своето учение на даоизма, като казвал, че за да се постигне Просветление (Сатори) е нужно да надмогнеш съзнанието си и да постигнеш пълен контрол над него. А за да направиш това е нужно първо да надмогнеш тялото си. За целта той създал няколко комплекса от физически упражнения, които учениците му е трябвало да практикуват всеки ден. Тези упражнения послужили по-късно за основа на първите форми в бойните изкуства.